# Caverna de Addaura

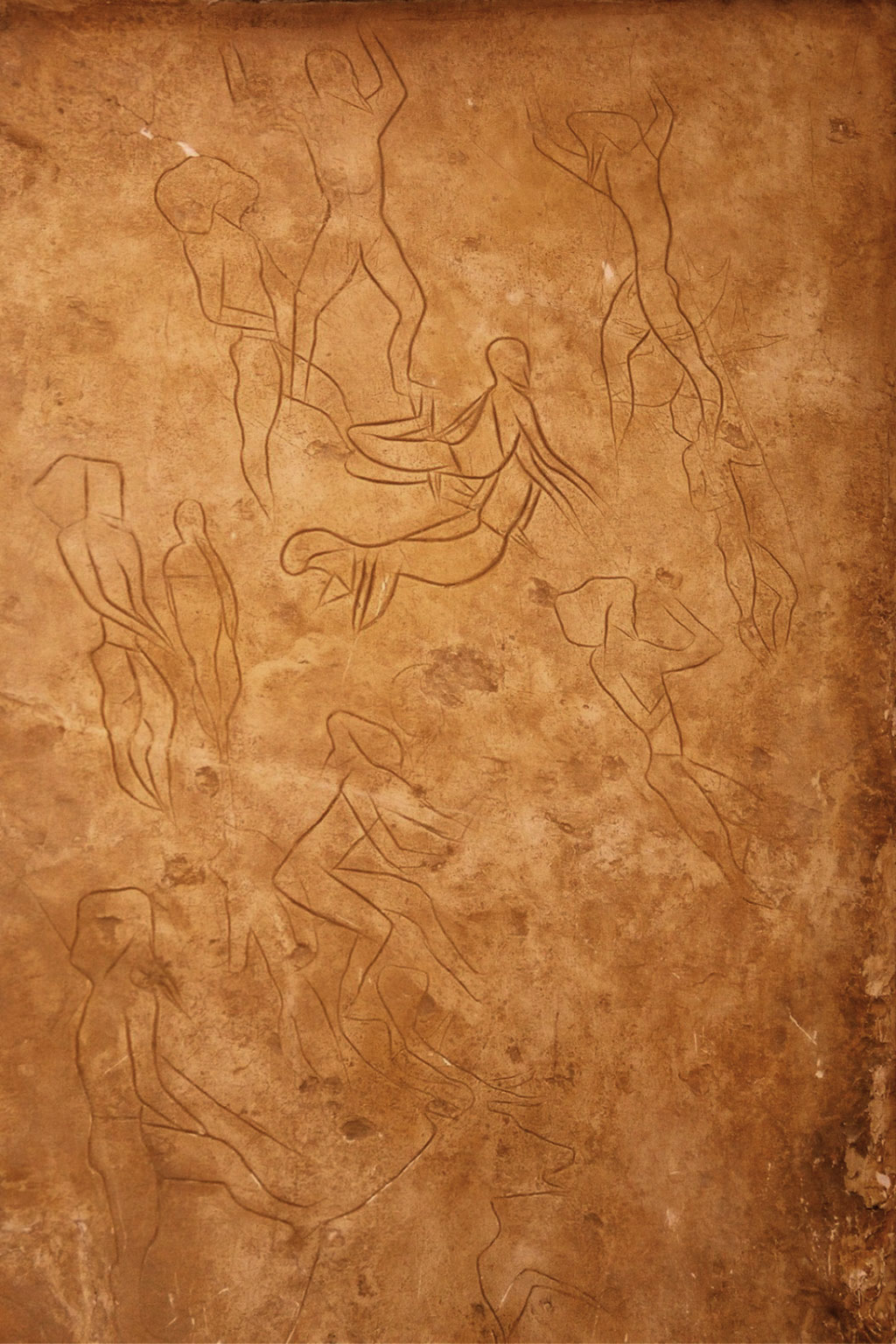
Grafite nas paredes de Addaura

A Caverna de Addaura (italiano: Grotta dell'Addaura) é um complexo de três grutas naturais localizadas no lado nordeste do Monte Pellegrino em Palermo, Sicília, sul da Itália. A importância do complexo deve-se à presença de gravuras nas paredes das cavernas datadas do tardio epigraveto (contemporâneo do magdaleniano) e do mesolítico.
No lado do Monte Pellegrino, com vista para Palermo, ao sudeste da praia de Mondello a 70 metros acima do nível do mar, existem algumas grutas abertas e cavidades onde foram encontrados ossos e ferramentas usadas para a caça, atestando a presença de humanos que viveram nelas a partir do Paleolítico e no Mesolítico. Os achados agora estão conservados no Museu Arqueológico Regional de Palermo. A sua importância deve-se principalmente à presença de um extraordinário complexo de gravuras rupestres que decoram as paredes, constituindo um caso único no panorama da arte rupestre pré-histórica. O nome Addaura vem do em árabe: الدورة al-dawrah, 'o circuito'.

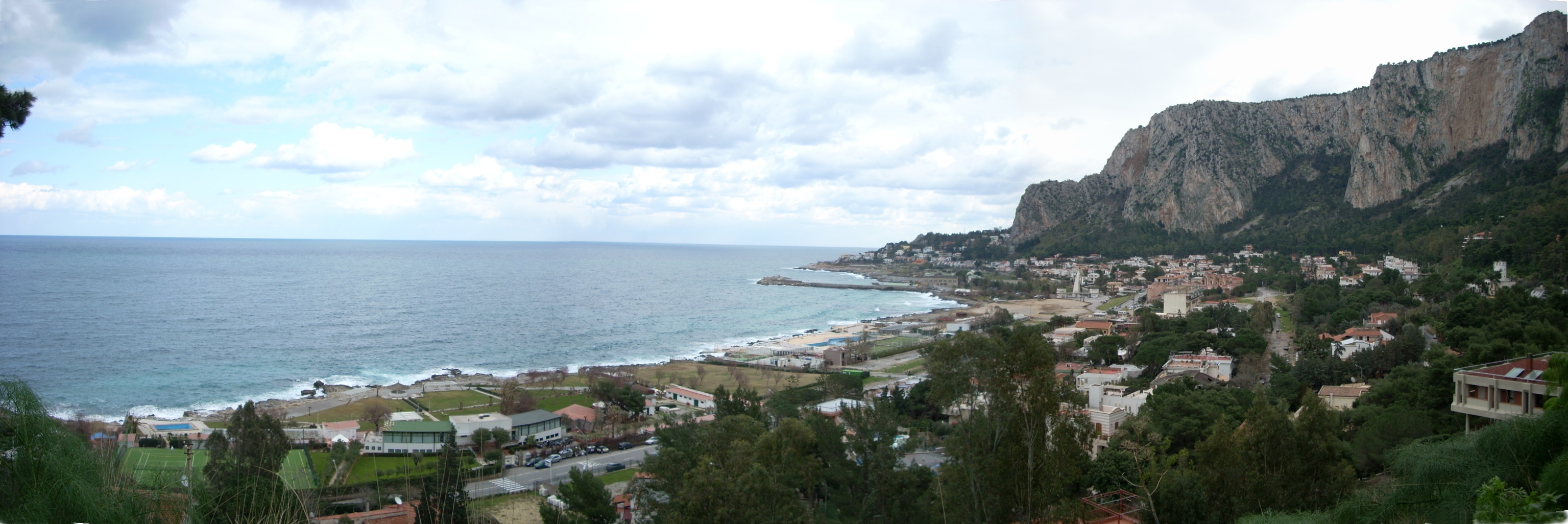
Vista da vila de Addaura, na costa norte da Sicília; Monte Pellegrino está à direita e as cavernas estão na face da montanha com vista para a aldeia

## História
A descoberta do graffiti de Addaura foi recente e ocorreu de forma bastante casual. As três grutas que compõem o complexo Addaura, no maciço do Monte Pellegrino, já haviam sido estudadas por paleoantropólogos, pois ali fora descoberto o esqueleto de um elefante anão.
Foi depois da invasão da Sicília em 1943 pelos Aliados e da chegada a Palermo que os Aliados, em busca de um local adequado, decidiram usar as grutas para armazenar munições e explosivos. A explosão acidental do arsenal no final da guerra provocou o desmoronamento das paredes da gruta principal e o desabamento de um paredão de rocha, trazendo à tona o graffiti coberto com a pátina do tempo. Os graffiti foram cuidadosamente estudados pelo arqueólogo Jole Bovio Marconi, cujos estudos foram publicados em 1953.
Desde 1997, as grutas de Addaura não estão mais abertas para visitantes; o local foi fechado devido ao perigo de queda de pedras, devido à instabilidade da crista rochosa acima. Desde 2012 as medidas necessárias para reforçar a crista não foram implementadas e o local encontra-se em decadência devido ao vandalismo.

## As gravuras rupestres
Em uma das grutas é encontrado um vasto e rico complexo de entalhes, datados entre o final da epigravidez e o mesolítico, retratando homens e animais. Em meio a um grande grupo de bovídeos, cavalos selvagens e veados, está representada uma cena dominada pela presença de figuras humanas: um grupo de personagens, dispostos em círculo, envolvendo duas figuras centrais com as cabeças cobertas e os corpos fortemente arqueados para trás. As hipóteses mais conflitantes foram levantadas sobre a questão da identidade desses dois personagens e o significado de sua posição dentro do grupo. De acordo com alguns estudiosos, pode mostrar acrobatas pegos no ato de jogar jogos que requerem uma habilidade particular. Segundo outros, está representada a cena de um ritual que exigia o sacrifício de duas pessoas guiadas por um xamã. Para sustentar essa interpretação, foi apontada a presença em volta dos pescoços e nas laterais dos personagens de cordas que forçam seus corpos a uma curvatura anormal e dolorosa para trás. Talvez seja um ritual que exige autoestrangulamento, algo que é atestado em outras culturas. De acordo com esta explicação, as duas figuras mascaradas em torno dos dois personagens sacrificados seriam xamãs assistindo a uma cerimônia de iniciação. Outros estudiosos, incluindo a própria descobridora Jole Bovio Marconi, interpretaram as duas figuras masculinas como uma imagem homoerótica.
As talhas de Addaura representam um ciclo figurativo de maior interesse pela atenção invulgar dedicada à representação da paisagem circundante, um caso extremo em toda a arte paleolítica. O tratamento da figura humana, mesmo no contexto de uma tendência estilística presente na bacia do Mediterrâneo, especialmente no Levanzo (Caverna de Genovese), e na região franco-cantábrica, e ainda que utilizando as mesmas técnicas, é algo absolutamente novo quanto às formas estilísticas e ao espírito na gruta Addaura, em comparação com os outros achados.